# Phryneta immaculata
Phryneta immaculata là một loài bọ cánh cứng trong họ Cerambycidae.